# Bahri-Abha-Klasse
Die Bahri-Abha-Klasse ist eine aus sechs Einheiten bestehende Con-Ro-Schiffsklasse.

## Allgemeines
Der Schiffstyp wurde vom dänischen Schiffsarchitekturbüro Knud E. Hansen in Helsingør entworfen. Gebaut wurden die Schiffe von Hyundai Mipo Dockyard in Ulsan, Südkorea, für die damalige saudi-arabische Reederei The National Shipping Company of Saudi Arabia (heute Bahri). Der Bauvertrag über zunächst vier Schiffe wurde am 6. März 2011 geschlossen. Es bestand eine Option für zwei weitere Schiffe, die später erklärt wurde. Die Baukosten beliefen sich auf rund 70 Mio. US-Dollar pro Schiff. Bereedert werden die Schiffe von Bahri Ship Management in Dubai.
Die Schiffe ersetzten die vier Anfang der 1980er-Jahre in Schweden gebaute Con-Ro-Schiffe der Saudi-Abha-Klasse, die damals zu den größten Con-Ro-Schiffen der Welt gehörten.
Die Con-Ro-Schiffe werden von Bahri im Liniendienst von/nach dem Persischen Golf und Roten Meer eingesetzt. Fahrtgebiete sind in erster Linie die nordamerikanische Ostküste incl. der US-Golf, Indien, Mittelmeer und Europa. Neben rollender Ladung und Containern können die Schiffe auch verschiedene Stückgüter und Projektladungen inklusive Schwergüter transportieren.
Die Schiffsklasse wurde im April 2014 mit dem Shippax Award ausgezeichnet.

## Technische Daten und Ausstattung
Die Schiffe werden von einem Zweitakt-Siebenzylinder-Dieselmotor (Typ: 7RT-flex58T) mit 12.450 kW Leistung angetrieben. Der von Hyundai Heavy Industries in Lizenz gebaute Wärtsilä-Motor wirkt auf einen Verstellpropeller. Die Schiffe erreichen eine Reisegeschwindigkeit von rund 17 kn. Die Schiffe sind mit einem Bugstrahlruder mit 2.000 kW Leistung und einem Heckstrahlruder mit 500 kW Leistung ausgerüstet. Für die Stromerzeugung stehen ein Wellengenerator mit 2.200 kW Leistung sowie zwei Dieselgeneratoren mit jeweils 1.560 kW Leistung (1.875 kVA Scheinleistung) und ein Dieselgenerator mit 2.320 kW Leistung (2.750 kVA Scheinleistung) zur Verfügung.
Die Schiffe verfügen über fünf feste und zwei höhenverstellbare Ro-Ro-Decks. Die Deckenhöhe von Deck 1 beträgt 3,8 m, die von Deck 2 beträgt 5,8 m, Deck 3 ist 6,8 m und Deck 4 ist 4,8 m hoch. Deck 1 und Deck 2 kann mit jeweils 3,5 t/m² belastet werden, Deck 3 mit 5 t/m² und Deck 4 mit 3 t/m². Die höhenverstellbaren Decks können auf zwei Höhen eingehängt werden: im Deck 3 mit lichten Höhen von 1,8 bzw. 2,5 m und im Deck 4 mit lichten Höhen von 1,8 bzw. 2,2 m. Sie können jeweils mit 0,5 t/m² belastet werden. Das oberste Ro-Ro-Deck (Deck 5) ist teilweise offen. Es ist im hinteren Drittel der Schiffe teilweise mit den Decksaufbauten überbaut. Die lichte Höhe beträgt hier 3,4 m. Deck 5 kann mit 2 t/m² belastet werden. Auf den Ro-Ro-Decks stehen insgesamt 24.800 m² zur Verfügung. Die Ro-Ro-Decks sind über feste Rampen an Bord miteinander verbunden. Eine hydraulisch betriebene Rampe für den Ladungsumschlag befindet sich auf Höhe des Decks 3 auf der Steuerbordseite am Heck. Die Rampe ist 39 m lang und hat eine nutzbare Breite von 8,5 m. Die Rampe kann mit bis zu 250 t belastet werden. Die Zufahrt zu Deck 3 ist 15,5 m breit. Sie wird durch eine nach oben zu öffnende Klappe verschlossen.
Im vorderen Drittel der Schiffe befinden sich die Stellplätze für Container. Die Containerkapazität der Schiffe beträgt 702 TEU. 402 TEU können im Laderaum, 300 TEU an Deck geladen werden. Im Laderaum können zwei Lagen übereinander und acht Container nebeneinander geladen werden. Der Laderaum ist über zwei jeweils 27 × 12 m große Ladeluken zugänglich. Die Ladeluken sind mit Pontonlukendeckel verschlossen. An Deck (Deck 4) können vier Lagen übereinander, zwölf Container nebeneinander und sieben 20-Fuß-Container hintereinander geladen werden. Für den Ladungsumschlag sind die Schiffe mit zwei hydraulisch betriebenen Kranen auf der Steuerbordseite auf Deck 4 ausgerüstet. Die Krane können jeweils 120 t heben, kombiniert beträgt ihre Kapazität 240 t. Sie sind damit nicht nur für den Umschlag von Containern, sondern auch für Schwergüter geeignet.
An Bord ist Platz für 29 Besatzungsmitglieder. Außerdem können sechs Passagiere in drei Doppelkabinen untergebracht werden.

## Schiffe
| Bahri-Abha-Klasse | Bahri-Abha-Klasse | Bahri-Abha-Klasse | Bahri-Abha-Klasse                 |
| Bauname           | Baunummer         | IMO-Nummer        | Kiellegung Ablieferung            |
| ----------------- | ----------------- | ----------------- | --------------------------------- |
| Bahri Abha        | 8085              | 9620944           | 19. Juli 2012 5. Februar 2013     |
| Bahri Hofuf       | 8086              | 9620956           | 25. Oktober 2012 30. April 2013   |
| Bahri Tabuk       | 8087              | 9620968           | 15. Januar 2013 23. Juli 2013     |
| Bahri Jazan       | 8088              | 9620970           | 10. April 2013 29. Oktober 2013   |
| Bahri Jeddah      | 8089              | 9626522           | 26. Juni 2013 9. Januar 2014      |
| Bahri Yanbu       | 8090              | 9626534           | 30. September 2013 28. April 2014 |

Die Schiffe fahren unter der Flagge Saudi-Arabiens, Heimathafen ist Dammam.